# シティ・オン・ファイアー
『シティ・オン・ファイアー』（原題: Scorched）は、オーストラリアのテレビ映画。

## キャスト
※括弧内は日本語吹き替え
- デヴィッド - キャメロン・ダッド（世古陽丸）
- スーザン - レイチェル・カーパニ（小杉ゆう子）
- ボードマン - ジョージー・パーカー（森本73子）
- マイケル - ヴィンス・コロシモ（高瀬右光）
- トム - レス・ヒル（古宮吾一）
- リジー - リビー・タナー（兎本有紀）
- ブレンダン - ボブ・モーリー（一ノ渡宏昭）